# Otrovanec
Otrovanec falu Horvátországban Verőce-Drávamente megyében. Közigazgatásilag Pitomacsához tartozik.

## Fekvése
Verőcétől légvonalban 17, közúton 21 km-re északnyugatra, községközpontjától légvonalban 2, közúton 3 km-re délnyugatra, Nyugat-Szlavóniában, a Drávamenti-síkságon fekszik. Nyugati határában észak-déli irányban folyik a Sedlarica-patak. A falu legrégibb része két tó köré települt, melyeket 1970-es években lecsapoltak. Ezért ezen a részen a házak egy nagy park körül állnak, melyet az egykori tavak helyén létesítettek. Itt található a falu focipályája is.

## Története
Otrovanec területe már évezredek óta lakott, ezt bizonyítják a faluban talált vaskori leletek. Egy régészeti próbaásatás során Otrovanec délkeleti határában a „Črljena Klisa” nevű lelőhelyen a máig vitatott bjelobrdoi kultúra 10. – 12. századi leleteit találták meg. Az itteni középkori települést Otrovanec elődjének tekintik. A leletek és a korabeli dokumentumok alapján a települést Kopačevaccal azonosítják, melyet 1501-ben említenek a plébániák között és amelynek templomát Szent Ilona tiszteletére szentelték. A falut és templomát a török pusztította el a 16. század közepén. A lakosság nagyrészt a biztonságosabb Nyugat-Magyarországra menekült. Ezután a terület több mint száz évig pusztaság volt. Miután 1684-ben Verőcét felszabadították a török uralom alól a 17. század végén és a 18. század elején Kapronca, Kőrös és Szentgyörgyvár vidékéről telepítettek be horvát ajkú lakosságot. A középkori templomot a török kiűzése után Otrovanec lakói 1700 körül újjáépítették, a falu azonban már nem itt, hanem tőle északnyugatra, három kisebb tó köré települt újra. Ezek a tavak ma már nincsenek meg. Közülük kettő (a Crkvenica és a Berek) a falu közepén, míg a harmadik a Razlev a Velika Črešjevicára vezető úttól délre volt. A falu nevének eredetére vonatkozóan (magyarul mérgezett helyet jelent) máig nem találtak hiteles magyarázatot. (A helyi legendák mérgezett vizekről, a közeli erdőben elő mérges sárkányról, mérgezett gombákról szólnak.) Az 1746. évi egyházi vizitációt végző kanonok leírja, hogy a középkori templom 1737-ben egy villámcsapás következtében kiégett. Ezután az otrovaneciek 1747-ben már saját falujukban építették fel Szent Ilona templomukat.
1733-ban a településen 50 háztartást számláltak. 1758-ban a szentgyörgyvári határőrezred alapításakor az ezred hatodik századának székhelye Pitomacsa lett. 12 település tartozott hozzá: Velika és Mala Črešnjevica, Sesvete Podravske, Suha Katalena, Kloštar Podravski, Kozarevac, Sedlarica, Grabrovnica, Otrovanec, Dinjevac, Kladare és Pitomacsa. Minden településen katonai őrállás volt a megfelelő személyzettel ellátva. Az első katonai felmérés térképén „Dorf Ottrovanecz” néven találjuk. Lipszky János 1808-ban Budán kiadott repertóriumában „Otrovanecz” néven szerepel. Nagy Lajos 1829-ben kiadott művében „Otrovanecz” néven 90 házzal és 572 katolikus vallású lakossal találjuk. 1871-ben megszüntették a katonai közigazgatást és Belovár-Kőrös vármegye Szentgörgyvári járásának része lett.
A településnek 1857-ben 799, 1910-ben 792 lakosa volt. 1910-ben a népszámlálás adatai szerint lakosságának 99%-a horvát anyanyelvű volt. 1911-ben gazdaszövetkezet alakult a településen. A szövetkezet székháza 1913-ban épült fel. Az I. világháború után 1918-ban az új szerb-horvát-szlovén állam, majd később (1929-ben) Jugoszlávia része lett. A II. világháború után a település a szocialista Jugoszláviához tartozott. Az új közigazgatási felosztásban előbb a szentgyörgyvári, majd 1955-től a verőcei járáshoz tartozott. 1958-ban bevezették az elektromos áramot. 1962-ben Szentgyörgyvár nagyközség része lett. 1971-ben aszfaltozták a főutcát. 1978-ben megkezdődött a falu közepén álló Crkvenica és Berek tavak lecsapolása, mely 1979-re fejeződött be. Az így felszabadult területen focipályát létesítettek, majd megalapították a helyi labdarúgóklubot. 1984-ben felépítették az új faluházat. 1991-ben lakosságának 99%-a horvát nemzetiségű volt. 1993-tól Verőce-Drávamente megye és Pitomacsa község része. 2011-ben a településnek 624 lakosa volt.

## Lakossága
| Lakosság változása | Lakosság változása | Lakosság változása | Lakosság változása | Lakosság változása | Lakosság változása | Lakosság változása | Lakosság változása | Lakosság változása | Lakosság változása | Lakosság változása | Lakosság változása | Lakosság változása | Lakosság változása | Lakosság változása | Lakosság változása |
| ------------------ | ------------------ | ------------------ | ------------------ | ------------------ | ------------------ | ------------------ | ------------------ | ------------------ | ------------------ | ------------------ | ------------------ | ------------------ | ------------------ | ------------------ | ------------------ |
| 1857               | 1869               | 1880               | 1890               | 1900               | 1910               | 1921               | 1931               | 1948               | 1953               | 1961               | 1971               | 1981               | 1991               | 2001               | 2011               |
| 799                | 875                | 853                | 675                | 757                | 792                | 747                | 775                | 834                | 843                | 794                | 775                | 711                | 654                | 648                | 624                |

## Nevezetességei
- Szent Ilona tiszteletére szentelt római katolikus kápolnájának elődje egy 1747-ben épített fatemplom volt. Ezt lebontva 1787-ben a helyére építették a mai kápolnát. A mellette állt fa harangláb helyett 1883-ban építették a homlokzat elé a mai 15 méter magas harangtornyot. A templom legértékesebb berendezési tárgya a gazdagon aranyozott barokk főoltár, melyet még a 18. század közepe táján, valószínűleg 1769-ben építettek. Az utóbbi időben teljes mértékben restaurálták, így az egész Drávamente egyik legépebben fennmaradt barokk oltára lett. Az oltár központi alakja Szent Ilona szobra. Tőle jobbra Szent Borbála és Szent Imre herceg, balra Szent Lúcia és Szent László király szobrai állnak. A középen látható tabernákulumot két angyal díszíti. Felül, az oltár attikáján középen Szent János apostol szobra látható, két oldalán Keresztelő Szent János és Szent Zakariás szobraival. Az attikát minden oldalról térdeplő angyalok övezik.
- A falu másik műemlék épülete az 1782-ben épített egykori határőrség, a későbbi iskola régi épülete. A község két fennmaradt ilyen célú épületének egyike (a másik Grabrovnicán áll).

## Kultúra
A település közösségi életében régóta jelentős szerepet játszik az 1930-ban alapított önkéntes tűzoltóegylet. 1977-ben megalapították az „Aktiv žena” nőegyletet, majd 2005-ben megalakult a település kulturális és művészeti egyesülete, amely egyik alapítójának Marijan Pavlekovićnak a nevét viseli. Az egyesület a kulturális élet szervezése mellett a helyi kulturális és történelmi örökség, valamint a hagyományok őrzésével is foglalkozik.

## Oktatás
A település elemi iskolája 1792-ben nyílt meg a tíz évvel korábban épített határőrség épületében. Az iskola a katonai közigazgatás megszüntetése után is az épületben maradt. 2008-ban elkészült az iskola új épülete, a régi épületből pedig közösségi ház lett. Az iskola ma a pitomacsai elemi iskola négyosztályos alsó tagozataként működik.

## Sport
- A település labdarúgóklubját 1979-ben alapították „Zlatni klas” néven. 1995-ben nevét NK Otrovanecre változtatták.
- 2006-ban „Zlatni klas” néven lovasklubot alapítottak.